# Kelly (Wisconsin)
Kelly es un pueblo ubicado en el condado de Bayfield en el estado estadounidense de Wisconsin. En el Censo de 2010 tenía una población de 463 habitantes y una densidad poblacional de 4,88 personas por km².

## Geografía
Kelly se encuentra ubicado en las coordenadas 46°27′29″N 90°59′16″O / 46.45806, -90.98778. Según la Oficina del Censo de los Estados Unidos, Kelly tiene una superficie total de 94.97 km², de la cual 94.97 km² corresponden a tierra firme y (0%) 0 km² es agua.

## Demografía
Según el censo de 2010, había 463 personas residiendo en Kelly. La densidad de población era de 4,88 hab./km². De los 463 habitantes, Kelly estaba compuesto por el 92.44% blancos, el 0% eran afroamericanos, el 3.46% eran amerindios, el 2.38% eran asiáticos, el 0% eran isleños del Pacífico, el 0% eran de otras razas y el 1.73% pertenecían a dos o más razas. Del total de la población el 0.22% eran hispanos o latinos de cualquier raza.